# Olavius bullatus
Olavius bullatus är en ringmaskart som beskrevs av Finogenova 1986. Olavius bullatus ingår i släktet Olavius och familjen glattmaskar. Inga underarter finns listade i Catalogue of Life.